# Бутырки (Астраханская область)
Бутырки — хутор в Ахтубинском районе Астраханской области России. Входит в состав Успенского сельсовета.

## География
Хутор находится в северо-восточной части Астраханской области, на границе Волго-Ахтубинской поймы и степной зоны, на расстоянии примерно 8 километров (по прямой) к юго-востоку от города Ахтубинск, административного центра района. Уличная сеть представлена одним объектом — ул. Центральная.
Абсолютная высота — 14 метров ниже уровня моря.

## Население
| 2002 | 2010 |
| ---- | ---- |
| 39   | ↗48  |

Национальный и гендерный состав
По данным Всероссийской переписи населения 2010 года в гендерной структуре населения мужчины составляли 47,9 %, женщины — соответственно 52,1 %. Согласно результатам переписи 2002 года, в национальной структуре населения русские составляли 87 %.

## Транспорт
Подъезд к автодороге регионального значения Волгоград — Астрахань 12Р-001.
Поселковые (сельские) дороги, в том числе к садам у р. Ахтуба.